# Кормовое (Ростовская область)
Кормовое — село в Ремонтненском районе Ростовской области.
Административный центр Кормовского сельского поселения.

## География
Село расположено на юге Ремотненского района, в пределах Сальско-Манычской гряды, являющейся западным субширотным продолжением Ергенинской возвышенности. Средняя высота над уровнем моря — 94 м. Рельеф местности равнинный. Местность имеет общий уклон с севера на юг.
По автомобильной дороге расстояние до административного центра Ростовской области города Ростов-на-Дону составляет 430 км, до ближайшего города Элисты (Республика Калмыкия) — 86 км (через Приютное), до районного центра села Ремонтное — 43 км. Ближайший населённый пункт хутор Садовое расположен в 3 км к северу от Кормового. К посёлку имеется асфальтированный подъезд от региональной автодороги Зимовники — Ремонтное — Элиста (35 км).
Согласно классификации климатов Кёппена-Гейгера посёлок находится в зоне влажного континентального климата с жарким летом и умеренно холодной зимой (индекс Dfa). Среднегодовая температура — 9,5 °C, количество осадков — 365 мм
В селе, как и на всей территории Ростовской области, действует московское время.

## История
Образование села связано с правительственным указом от 30 декабря 1846 года «О заселении дорог на калмыцких землях, в Астраханской губернии», который предполагал учреждение 44 станицы в 6 направлениях и поселении в каждой из них по 50 калмыцких семей и государственных крестьян с наделением их 30 десятинной душевой пропорцией земли. 19 июля 1847 года были выбрано место под станицу Кормовая, где уже стояли калмыцкие кибитки, а также конный и верблюжий отряды регулярной царской армии, ведущие заготовку кормов для нужд Кавказской армии и одновременно выполнявшие охрану тракта от набегов кочевников.
До 1875 года село Кормовое входило в Астраханский уезд Астраханской губернии, а с 1875 года в Крестовую волость Черноярского уезда Астраханской губернии. В 70-80 годы XIX века село Кормовое получило интенсивное развитие. Согласно переписи населения 1897 года в Кормовом, которое также значилось в материалах переписи как Кицен-Булук и Ики-Изимбулук проживало 2330 жителей: 1189 мужчин и 1141 женщина
В начале XX века в селе Кормовое был церковный приход, сельское 3-х классное училище и регулярно проводились ярмарки известные далеко за пределами региона. Согласно сведениям, содержащимся в Памятной книжке Астраханской губернии на 1914 год село Кормовое являлось центром Кормовской волости, относилось к Черноярскому уезду Астраханской губернии, в селе имелось 533 двора, проживало 2093 души мужского и 2049 женского пола
Согласно Всесоюзной переписи 1926 года в селе Кормовом проживало 2749 жителей, из них 2644 украинцев. В 20-е годы XX века произошло массовое переселение населения села на Кубань, что привело к заметному сокращению населенного пункта.
В декабре 1929 года в селе Кормовое было создано коллективное хозяйство «Красный скотовод». В 1932 году к колхозу была присоединена артель «Дружный скотовод», объединившая крестьян хуторов Горький и Сладкий. К началу войны колхоз стал крепким хозяйством: имелись трактора, другая сельхозтехника, табун лошадей около 200 голов, до 1000 голов КРС, 12 тыс. овец.
В годы войны на фронт ушло 419 человек, живыми вернулись только 168 кормовчан.
В 1950 году колхоз был переименован в имени Берии, а в 1953 — в колхоз им. Калинина. В 1950-е село электрифицируется. В начале 60-х село Кормовое было подключено к единой государственной системе электроснабжения.
В 1958 году колхоз им. Калинина был присоединен к колхозу «Первомайский», на базе села Кормовое были созданы две бригады. В 1968 году с усадьбой в селе Кормовое был вновь образован колхоз имени Калинина.
В 1975 году был создан Кормовский сельский совет народных депутатов. В 1970—1980 годы стало возрождаться село: началось интенсивное строительство жилья, объектов соцкульбыта, автодорог и тротуаров. В 1976 году было построено новое здание школы. В 1984 году ввели в эксплуатацию Дворец культуры.
В 1994 году колхоз им. Калинина был реорганизован в ТОО « Кормовое», а с 2004 года в колхоз «Кормовое».

### Уличная сеть
| - ул. Безымянная, - ул. Дальняя, - ул. Западная, - ул. Калашникова, - ул. Калинина, | - ул. Колхозная, - ул. Комсомольская, - ул. Коростилева, - ул. Красная, - ул. Ленина, | - ул. Мира, - ул. Пионерская, - ул. Титова, - пер. Школьный. |

## Население
Динамика численности населения
| 1897 | 1905 | 1914 | 1926 |
| ---- | ---- | ---- | ---- |
| 2330 | 3906 | 4142 | 2749 |

В конце 1980-х годов в селе проживало около 1500 человек.
| 2010 |
| ---- |
| 886  |

### Известные люди
В селе родился Воробьёв Николай Тимофеевич — Герой Советского Союза, Иван Петрович Харченко (1904 — 1979) — передовик советского сельского хозяйства, скотник мясного совхоза «Ремонтненский» Министерства совхозов СССР, Ремонтненский район Ростовской области, Герой Социалистического Труда (1949).

## Социальная сфера
В селе имеется несколько магазинов, дом культуры, библиотека, почтовое отделение. Медицинское обслуживание жителей села обеспечивают врачебная амбулатория и Ремонтненская центральная районная больница. В селе действуют средняя общеобразовательная школа и детский сад
Село электрифицировано и не газифицировано, в селе имеется система централизованного водоснабжения. Однако система централизованного водоотведения отсутствует. Водоотведение обеспечивается за счёт использования выгребных ям.